# Кубок Англії з футболу 1891—1892
Кубок Англії з футболу 1891—1892 — 21-й розіграш найстарішого футбольного турніру у світі, Кубка виклику Футбольної Асоціації, також відомого як Кубок Англії. Вдруге титул здобув Вест-Бромвіч Альбіон.

## Перший раунд
| Дата                  | Господарі               | Рахунок                   | Гості                   |
| --------------------- | ----------------------- | ------------------------- | ----------------------- |
| 16 січня              | Блекпул                 | 0:3                       | Шеффілд Юнайтед         |
| 16 січня              | Ноттінгем Форест        | 2:1                       | Ньюкасл Іст Енд         |
| 16 січня              | Сток                    | 3:0 (результат скасовано) | Кежуалс                 |
| 23 січня Перегравання | Сток                    | 3:0                       | Кежуалс                 |
| 16 січня              | Блекберн Роверз         | 4:1                       | Дербі Каунті            |
| 16 січня              | Астон Вілла             | 4:1                       | Гінор Таун              |
| 16 січня              | Венсдей                 | 2:1 (результат скасовано) | Болтон Вондерерз        |
| 23 січня Перегравання | Венсдей                 | 4:1                       | Болтон Вондерерз        |
| 16 січня              | Бутл                    | 0:2                       | Дарвен                  |
| 16 січня              | Олд Вестмінстер         | 2:3                       | Вест-Бромвіч Альбіон    |
| 16 січня              | Вулвергемптон Вондерерз | 2:2                       | Кру Александра          |
| 23 січня Перегравання | Кру Александра          | 1:4                       | Вулвергемптон Вондерерз |
| 16 січня              | Сандерленд              | 3:0 (результат скасовано) | Ноттс Каунті            |
| 23 січня Перегравання | Сандерленд              | 4:0                       | Ноттс Каунті            |
| 16 січня              | Лутон Таун              | 0:3                       | Мідлсбро                |
| 16 січня              | Крузейдерс              | 1:4                       | Аккрінгтон              |
| 16 січня              | Евертон                 | 2:4 (результат скасовано) | Бернлі                  |
| 23 січня Перегравання | Евертон                 | 1:3                       | Бернлі                  |
| 16 січня              | Сандерленд Альбіон      | 1:2 (результат скасовано) | Бірмінгем Сент-Джорджс  |
| 23 січня Перегравання | Сандерленд Альбіон      | 4:0                       | Бірмінгем Сент-Джорджс  |
| 16 січня              | Смол Хіт                | 5:1                       | Роял Арсенал            |
| 23 січня              | Престон Норт-Енд        | 6:0                       | Мідлсбро Айронополіс    |

## Другий раунд
До другого раунду увійшли переможці першого раунду.
| Дата                  | Господарі               | Рахунок                   | Гості            |
| --------------------- | ----------------------- | ------------------------- | ---------------- |
| 30 січня              | Бернлі                  | 1:3                       | Сток             |
| 30 січня              | Астон Вілла             | 2:0                       | Дарвен           |
| 30 січня              | Венсдей                 | 2:0                       | Смол Хіт         |
| 30 січня              | Аккрінгтон              | 1:0 (результат скасовано) | Сандерленд       |
| 6 лютого Перегравання | Аккрінгтон              | 1:3                       | Сандерленд       |
| 30 січня              | Вест-Бромвіч Альбіон    | 3:1                       | Блекберн Роверз  |
| 30 січня              | Вулвергемптон Вондерерз | 3:1                       | Шеффілд Юнайтед  |
| 30 січня              | Мідлсбро                | 1:2                       | Престон Норт-Енд |
| 30 січня              | Сандерленд Альбіон      | 0:1                       | Ноттінгем Форест |

## Третій раунд
До третього раунду увійшли переможці другого раунду. 
| Дата                   | Господарі               | Рахунок | Гості            |
| ---------------------- | ----------------------- | ------- | ---------------- |
| 13 лютого              | Сток                    | 2:2     | Сандерленд       |
| 20 лютого Перегравання | Сандерленд              | 4:0     | Сток             |
| 13 лютого              | Вест-Бромвіч Альбіон    | 2:1     | Венсдей          |
| 13 лютого              | Вулвергемптон Вондерерз | 1:3     | Астон Вілла      |
| 13 лютого              | Ноттінгем Форест        | 2:0     | Престон Норт-Енд |

## Півфінали
У півфіналах зіграли команди, що перемогли на попередньому етапі.
| Дата                   | Господарі            | Рахунок | Гості                |
| ---------------------- | -------------------- | ------- | -------------------- |
| 27 лютого              | Астон Вілла          | 4:1     | Сандерленд           |
| 27 лютого              | Вест-Бромвіч Альбіон | 1:1     | Ноттінгем Форест     |
| 5 березня Перегравання | Ноттінгем Форест     | 1:1     | Вест-Бромвіч Альбіон |
| 9 березня Перегравання | Вест-Бромвіч Альбіон | 6:2     | Ноттінгем Форест     |

## Фінал
| 19 березня 1892 |

| Вест-Бромвіч Альбіон                | 3:0      | Астон Вілла |
| ----------------------------------- | -------- | ----------- |
| Геддес 4' Нікольс 27' Рейнольдс 55' | Протокол |             |

| Кеннінгтон Овал, Лондон Глядачів: 32 810 Арбітр: Джон Чарльз Клегг |